# Transporte combinado
Transporte combinado é o termo empregue para se referir a todo o tipo de carga ou mercadoria que utiliza mais de um meio de transporte - como estrada, combóio, avião ou barco - para ir do ponto de partida ao ponto de chagada. (ver #Animação)
A União Europeia editou em colaboração com a Comissão Europeia dos Ministérios do Transporte (CMNT) e da Comissão Europeia um documento em que define a terminologia dos transportes combinados. 
Todas estas definições só são aplicada quando durante o transporte não haja qualquer  tipo de transvasamento, quer isto dizer que o material chega no mesmo estado de condicionamento em que partiu, ou seja na mesma unidade de carregamento.
Segundo o documento em referência, são definidos os seguintes termos:

## Transporte multimodal
Ponto 1.0 - é  o  transporte de uma mercadoria utilizando dois ou mais meios de transporte.

## Transporte intermodal
Ponto 1.1 - é  o  transporte de uma mercadoria utilizando dois ou mais meios de transporte na mesma unidade de carregamento, o #UTI, ou mesmo veículo, sem que haja nenhum transvasamento.

## Transporte combinado
Ponto 1.2 - é um restrição da definição de transporte multimodal ao combóio e ao barco cujo percurso inicial ou final se termina na estrada.

## Estrada-combóio
Ponto  1.3 - é a passagem da estrada ao combóio, quer dizer, o transporte em combóio de veículos de utilização rodoviária. Os franceses empregam o termo Ferroutage, os inglêses o temo 'Road-Rail'.  

## Estrada rolante
Ponto 1.4 e 1.6 - é o transporte de veículos rodoviário completos, utilizando a técnica do carregamento-descarregamento num vagão adaptados para esse feito. Por veículos rodoviário completos deve entender-se, no caso de um semi-reboque, que ele é acompanhado pelo remorque respectivo. Os franceses utilizam o Autoroute roulante ou Ferroviaire e os inglêses o Rolling road. Ex: comboio com carros franceses para os concessionários portugueses.

## Transporte combinado acompanhado
Ponto 1.5 - é   uma variante do transporte combinado na qual o condutor também é transportado. Ex: ferry-boat, túneis ferroviários para turistas. 

## Transroulagem
Ponto 1.7 - o embarcar/desembacar de um navio, de um vagão ou de uma #UTI de um veículo rodoviário. Neste caso não se fala nem de condutor nem de tractor, pelo que se pode tratar ou de semi-reboques ou dos barcos de transporte de automóveis das empresas automobilísticas orientais com destino ao ocidente. Utiliza-se a sigla RO-RO, do inglês Roll-On-Roll-Off.

## Guindagem
Ponto 1.8 - o embarcar/desembacar da #UTI é feito com um guindaste. Utiliza-se a sigla LO-LO, do inglês Lift-On-Lift-Off. Ex: Sacos desembarcados em paletes.

## Serviço Feeder
Ponto 1.9 - serviço de transporte marítimo, geralmente em contentor, para concentrar/redistribuir a mercadoria.

## Transbordagem
Ponto 1.13 - movimento de uma #UTI de um meio de transporte a um outro. 

## UTI
Ponto 4.1 - UTI é a sigla de Unidade de Transporte Intermodal e refere-se  a contentor, caixa móvel, e semi-reboque  para o  transporte intermodal.

## Imagens

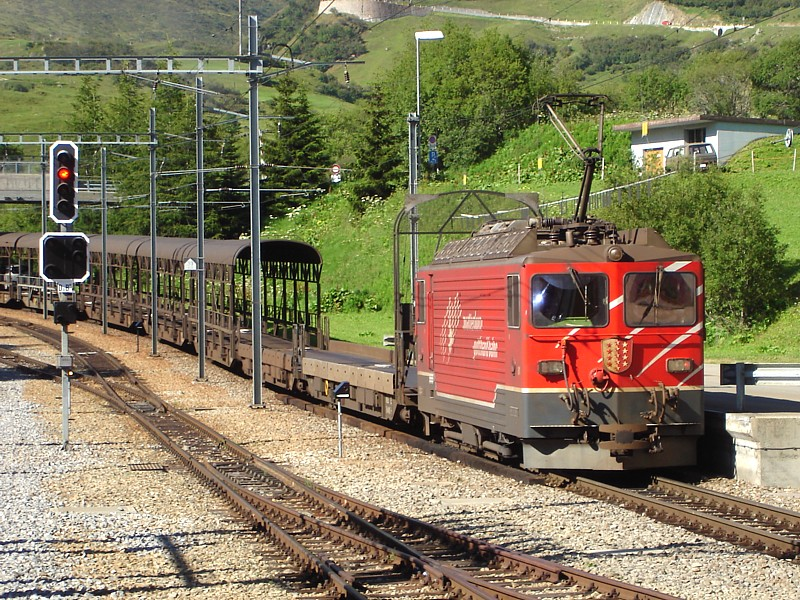
Comboio com viaturas
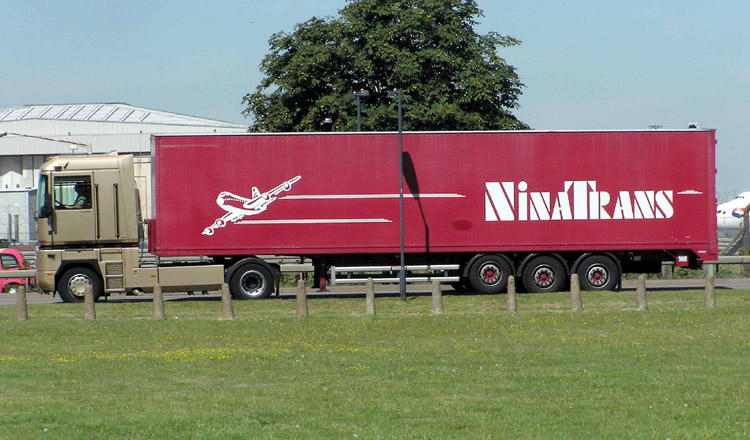
Tractor e  semi-reboque
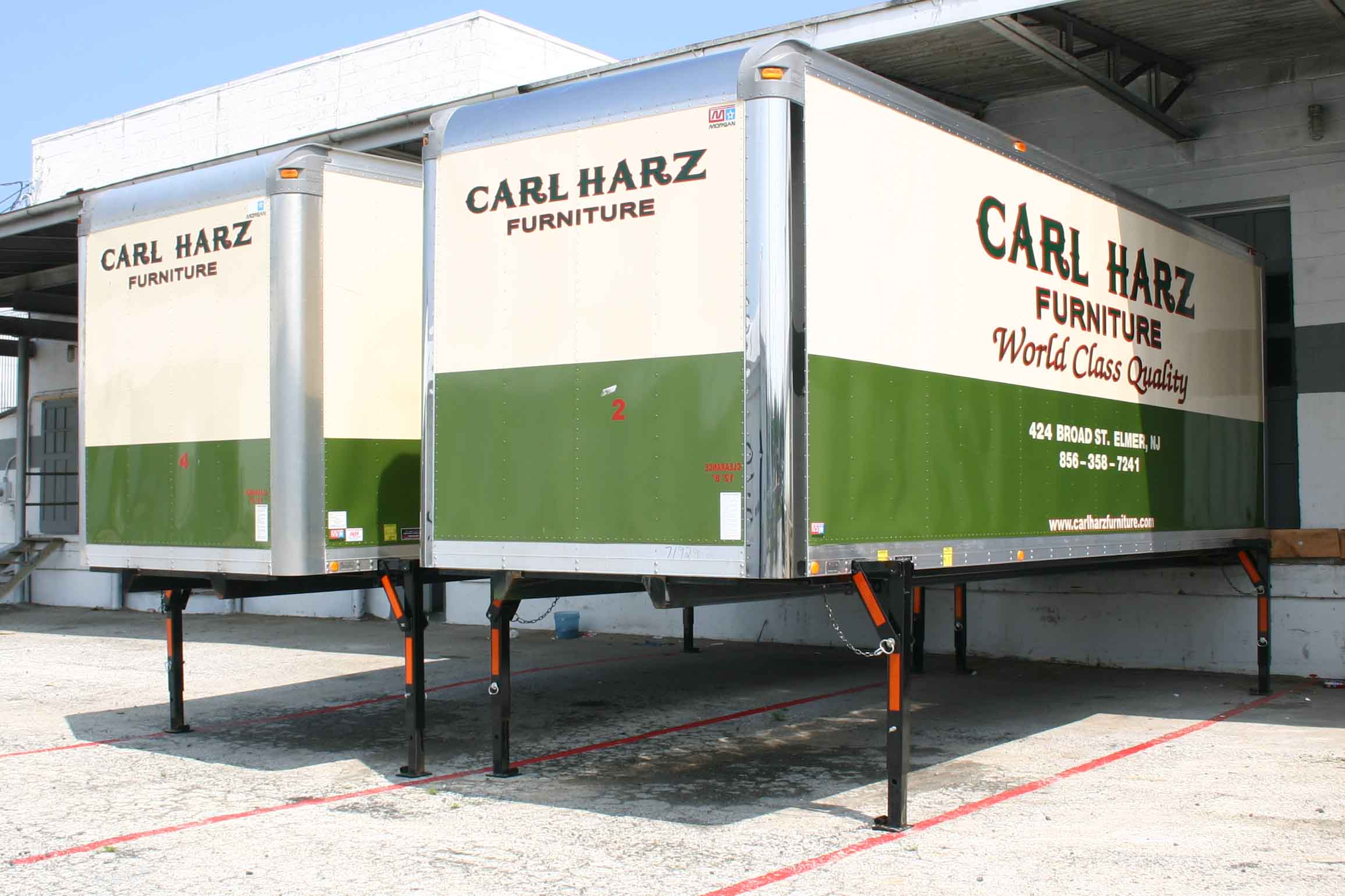
Caixa móvel
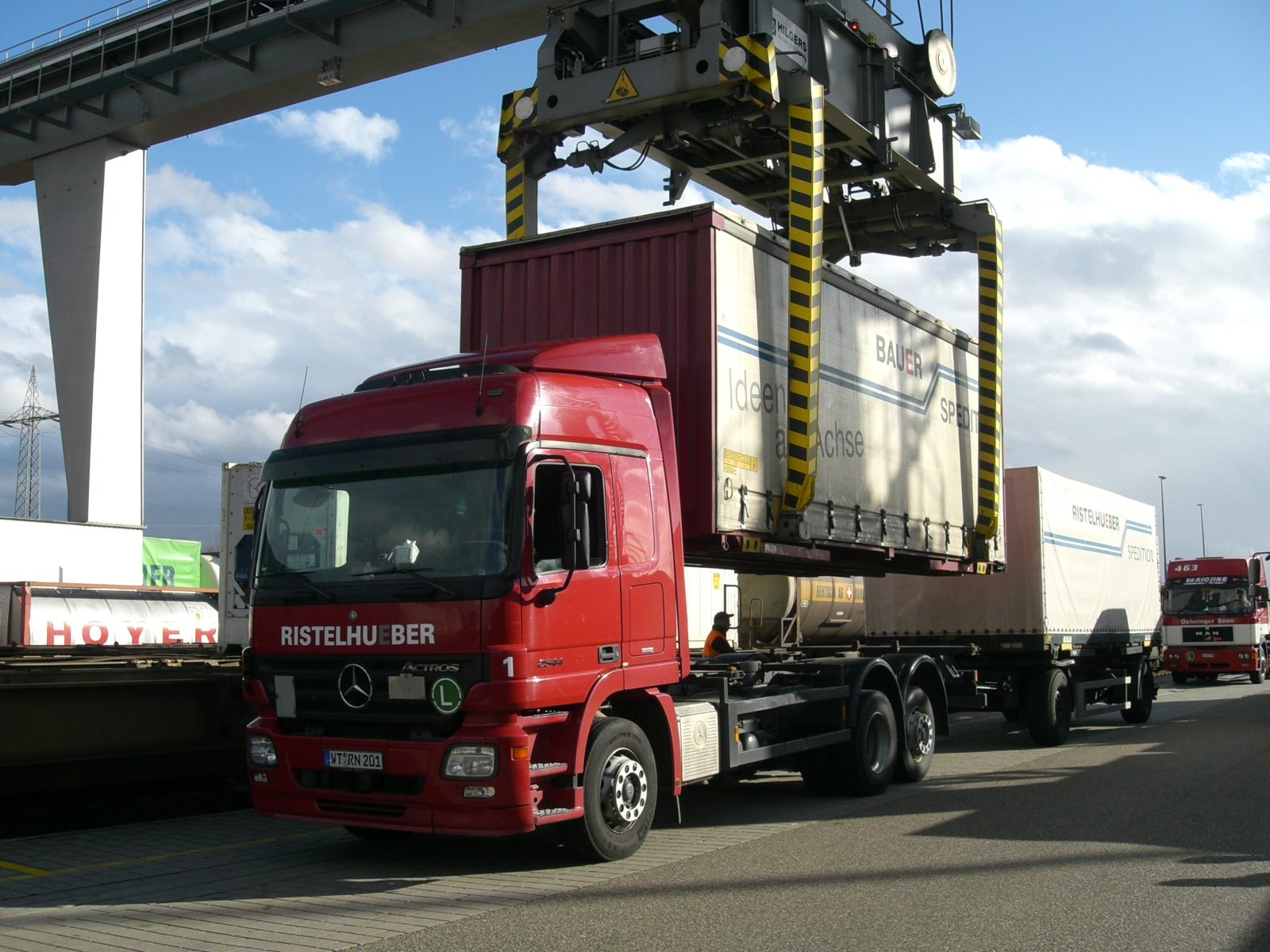
Carregamento de um contentor
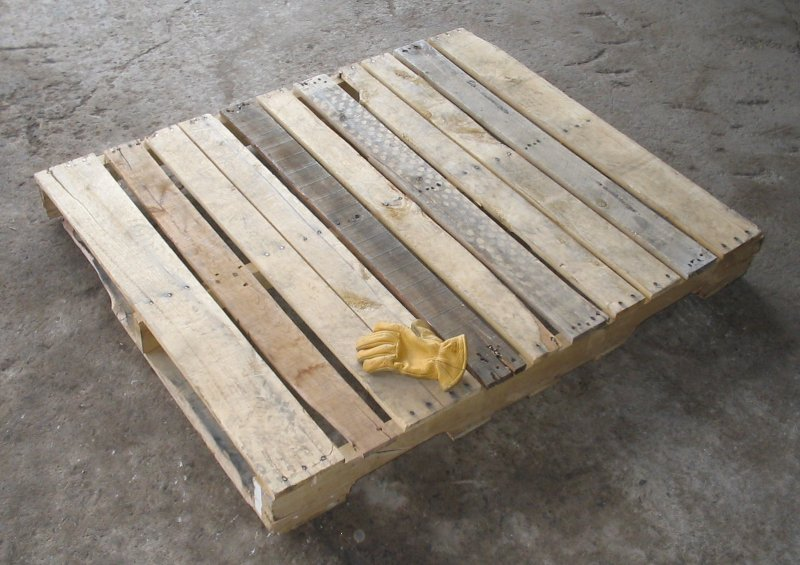
Palete

### Animação
Exemplo animado de transporte combinado

## Brasileiro
Documento com os termos empregues pela Associação Brasileira de Normas Técnicas - ABNT Veículo rodoviário de carga: Terminologia

## Documentação
Os capítulos do documento em referência tratam de :
1. Termos Gerais
2. Actores do transporte combinado
3. Unidades de transporte
4. Unidades de carregamento
5. Unidades de  carga
6. Infra-estrutura e equipamento